# Міжнародна федерація асоціацій кінопродюсерів
Міжнародна федерація асоціацій кінопродюсерів (англ. International Federation of Film Producers Associations, фр. Fédération Internationale des Associations de Producteurs de Films, FIAPF) — міжнародна організація, до складу якої входять 33 кіно- та телевізійних продюсерських організацій з 28 країн із 5-ти континентів.
Це єдина організація телевізійних і кінопродюсерів світового масштабу.
МФАКП зобов'язується представляти економічні, юридичні та регулятивні інтереси, які є спільними для всіх виробників кіно та телепродукції усіх країн-членів.
Крім того, МФАКП регулює численні міжнародні кінофестивалі, в число яких входять і найвідоміші світові фестивалі кіно. Належність до цієї організації фіксує високий рівень заходу та його відповідність світовим стандартам — як за принципами створення програми, роботи журі, розмірами медіа-простору, так і за такими технічними аспектами як фестивальні приміщення, обладнання, страхування, зберігання та транспортування медіа-носіїв і т. д.
Секретаріат МФАКП розташований у Парижі.

## Історія
Федерація розпочала свою діяльність у 1933 році.

## Діяльність

### Цілі та завдання
Федерація допомагає продюсерам координувати дії та виробляти правила в таких ключових аспектах:
- Законодавство з авторського права та інших питань інтелектуальної власності;
- Протистояння піратству;
- Застосування цифрових технологій та їх вплив на ланцюжок нарахування вартості в аудіовізуальній сфері;
- Процес стандартизації технології;
- Регулювання ЗМІ;
- Механізми фінансування фільмів із приватного та громадського сектора;
- Питання, пов'язані з торгівлею.

### Допомога фестивалям
МФАКП відіграє важливу роль у сприянні намаганням фестивалів з часом здобути вищий рівень стандартів, незважаючи на економічні чи програмні складнощі, що можуть виникнути у зв'язку з несприятливим географічним розташуванням чи невеликим фінансуванням. Це особливо стосується нерівних умов, засобів та можливостей у організації кінофестивалів для північної та південної півкуль.

## Учасники
Список членів МФАКП:
- Asociación General de Productores Cinematográficos (Аргентина)
- Instituto Nacional de Cine y Artes Visuales (INCAA, Аргентина)
- Screen Producers Association of Australia (SPAA, Австралія)
- Fachverband der Audiovisions und Filmindustrie (Австрія)
- Canadian Film and Television Production Association (Канада)
- China Filmmakers Association (Китай)
- Audiovisual Producers' Association (APA, Чехія)
- Danish Film and TV Producers (Данія)
- Egyptian Chamber of Cinema Industry (Єгипет)
- Suomen Elokuvatuottajien Keskusliitto (SEK, Фінляндія)
- Spitzenorganisation der Filmwirtschaft e.V. (SPIO, Німеччина)
- Association of Icelandic Films Producers (Ісландія)
- Film Federation of India (Індія)
- National Film Development Corporation of India (NFDC, (Індія))
- The Iranian Alliance of Motion Picture Guilds — Khaneh Cinema (Іран)
- Unione Nazionale Produttori Film (ANICA, Італія)
- Motion Picture Producers Association of Japan (Японія)
- Netherlands Association of Feature Film Producers (Нідерланди)
- Association of Nollywood Core Producers (ANCOP, Нігерія)
- Screen Production and Development Association (SPADA, Нова Зеландія)
- Norske Film and TV Produsenters Forening (Норвегія)
- Film Producers Guild of Russia (Росія)
- Motion Picture Producers Association of Korea (Південна Корея)
- Korean Motion Picture Producers Association (Південна Корея)
- Korean Film Commission (KOFIC, Південна Корея)
- Film Yapımcıları Meslek Birliği (Туреччина)
- Magyar Audiovizualis Producerek Szovetsege (MAPSZ, Угорщина)
- Federación de Asociaciones de Productores Audiovisuales de España (Іспанія)
- Swiss Film Producers' Association (Швейцарія)
- Swedish Filmproducers' Associations (Швеція)
- Producers Alliance for Cinema and Television (Велика Британія)
- Independent Film and Television Alliance (США)
- Motion Picture Association (США)
- Film Industry Association of Ukraine (FIAU) (Україна)

## Акредитовані кінофестивалі
Акредитацію МФАКП мають 50 кінофестивалів (станом на кінець 2014 року).

### Конкурсні фестивалі ігрових фільмів
Список учасників цієї категорії становлять 15 кінофестивалів:
- Берлінський кінофестиваль
- Каннський кінофестиваль
- Шанхайський міжнародний кінофестиваль
- Московський міжнародний кінофестиваль
- Міжнародний кінофестиваль у Карлових Варах
- Міжнародний кінофестиваль у Локарно
- Монреальський міжнародний кінофестиваль
- Венеційський кінофестиваль
- Міжнародний кінофестиваль у Сан-Себастьяні
- Варшавський міжнародний кінофестиваль
- Токійський міжнародний кінофестиваль
- Каїрський міжнародний кінофестиваль
- Талліннський кінофестиваль «Темні ночі»
- Індійський міжнародний кінофестиваль (Гоа)
- Міжнародний кінофестиваль у Мар-дель-Плата

### Конкурсні фестивалі спеціалізованих ігрових фільмів
До цього списку входять 27 кінофестивалів.
- Софійський міжнародний кінофестиваль
- Міжнародний кінофестиваль в Картахені
- Стамбульський кінофестиваль
- Брюссельський міжнародний кінофестиваль
- Міжнародний кінофестиваль у Чонджу
- Міжнародний кінофестиваль «Трансільванія»
- Сіднейський міжнародний кінофестиваль
- Кінофестиваль «Фестроя» в Сетубалі
- Міжнародний кінофестиваль Cinema Jove у Валенсії
- Міжнародний кінофестиваль «Нові горизонти» у Вроцлаві
- Сараєвський кінофестиваль
- Міжнародний кінофестиваль «Євразія» в Алмати
- Пусанський міжнародний кінофестиваль
- Міжнародний фестиваль франкомовних фільмів в Намюрі
- Кінофестиваль у Сіджасі
- Мумбайський кінофестиваль
- Міжнародний кінофестиваль в Антальї
- Київський міжнародний кінофестиваль «Молодість»
- Міжнародний кінофестиваль у Салоніках
- Стокгольмський міжнародний кінофестиваль
- Кінофестиваль в Лос-Анджелесі
- Мінський міжнародний кінофестиваль «Лістапад»
- Колкатський кінофестиваль
- Міжнародний кінофестиваль в Хіхоні
- Кінофестиваль в Турині
- Кінофестиваль в Курмайорі
- Міжнародний кінофестиваль в Кералі

### Неконкурсні фестивалі ігрових фільмів
Список учасників цієї категорії становлять 3 кінофестивалі:
- Норвезький міжнародний кінофестиваль
- Міжнародний кінофестиваль у Торонто
- Віденський міжнародний кінофестиваль (Вієнале)

### Фестивалі короткометражних і документальних фільмів
До цього списку входять 5 кінофестивалів:
- Кінофестиваль у Тампере
- Міжнародний фестиваль короткометражних фільмів в Обергаузені
- Краківський кінофестиваль
- Послання до людини
- Міжнародний кінофестиваль документальних і короткометражних фільмів у Більбао

## Вимоги до кінофестивалів
Акредитовані фестивалі мають відповідати нижчезазначеним стандартам:
1. Гарна організація заходу, що проводиться протягом року;
2. Правдивий міжнародний відбір фільмів і членів журі;
3. Гарні умови праці та сфера обслуговування міжнародних представників преси;
4. Суворі дії щодо запобігання нелегального використання відеопродукції;
5. Застережні заходи щодо втрати, викрадення чи пошкодження копій відеопродукції;
6. Високі стандарти офіційних публікацій та інформаційного менеджменту (каталоги, програми, брошури).